# Тенабо (муниципалитет)
Тенабо (исп. Tenabo) — муниципалитет в Мексике, штат Кампече, с административным центром в одноимённом городе. Численность населения, по данным переписи 2020 года, составила 11 452 человека.

## Общие сведения
Название Tenabo происходит от майяского: ti и nab, что можно перевести как место, где делят на четыре части.
Площадь муниципалитета равна 1058,4 км², что составляет 1,8 % от общей площади штата, а наиболее высоко расположенное поселение Лос-Венадос-де-Эцна находится на высоте 68 метров
Он граничит с другими муниципалитетами штата Кампече: на севере с Хесельчаканом, на востоке с Хопельченом, и на юге с Кампече, а на западе берега муниципалитета омываются водами Мексиканского залива.

## Учреждение и состав
1 января 1916 года, по указу губернатора, на территории штата были образованы муниципалитеты, в числе которых и Тенабо.
По данным 2020 года в его состав входит 28 населённых пунктов, самые крупные из которых:
| Код INEGI                  | Населённый пункт                                                              | Численность населения (2005 год) | Численность населения (2010 год) | Численность населения (2020 год) |
| -------------------------- | ----------------------------------------------------------------------------- | -------------------------------- | -------------------------------- | -------------------------------- |
| 008                        | Всего                                                                         | 9050                             | 9736                             | 11452                            |
| 0001                       | Тенабо (исп. Tenabo) 20°02′23″ с. ш. 90°13′33″ з. д. (административный центр) | 6934                             | 7543                             | 8748                             |
| 0005                       | Тинун (исп. Tinún) 19°57′55″ с. ш. 90°13′34″ з. д.                            | 928                              | 998                              | 1084                             |
| 0002                       | Эмилиано-Сапата (исп. Emiliano Zapata) 19°49′28″ с. ш. 90°09′15″ з. д.        | 382                              | 419                              | 469                              |
| 0098                       | Санта-Роса (исп. Santa Rosa) 20°01′52″ с. ш. 90°14′38″ з. д.                  | 172                              | 181                              | 289                              |
| 0003                       | Канки (исп. Kankí) 19°59′20″ с. ш. 90°07′05″ з. д.                            | 183                              | 202                              | 268                              |
| 0016                       | Шкунчейль (исп. Xkuncheil) 19°57′19″ с. ш. 90°20′45″ з. д.                    | 102                              | 95                               | 105                              |
| —                          | Прочие                                                                        | 349                              | 298                              | 489                              |
| Названия на карте Генштаба |                                                                               |                                  |                                  |                                  |

## Экономическая деятельность
По статистическим данным 2000 года, работоспособное население занято по секторам экономики в следующих пропорциях:
- сельское хозяйство, животноводство и рыбная ловля — 46,2 %;
- промышленность и строительство — 15,5 %;
- торговля, сферы услуг и туризма — 37,1 %;
- безработные — 1,1 %.

## Инфраструктура
По статистическим данным 2020 года, инфраструктура развита следующим образом:
- электрификация: 98,5 %;
- водоснабжение: 38,6 %;
- водоотведение: 84,9 %.

## Фотографии

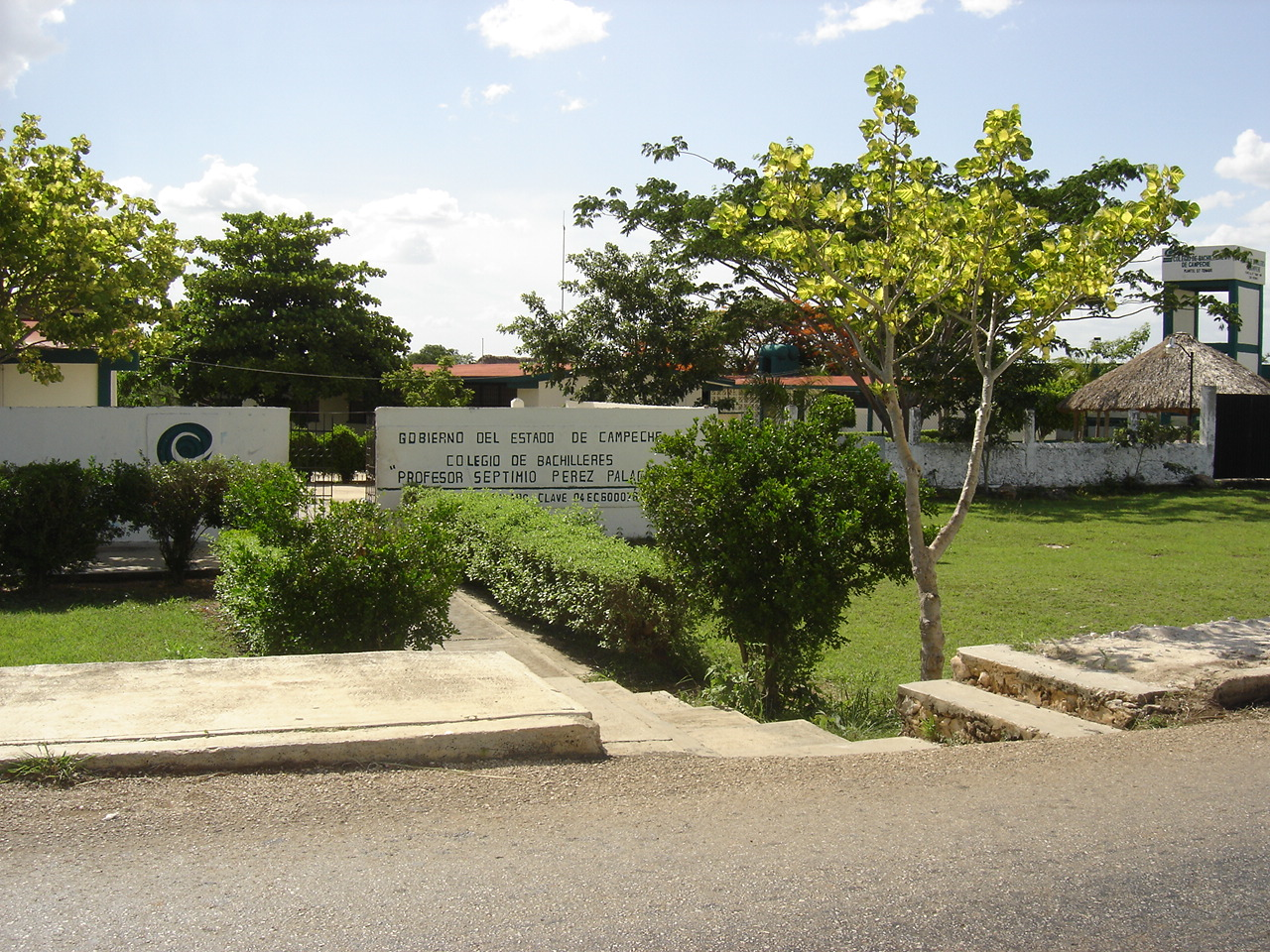
Колледж в Тенабо
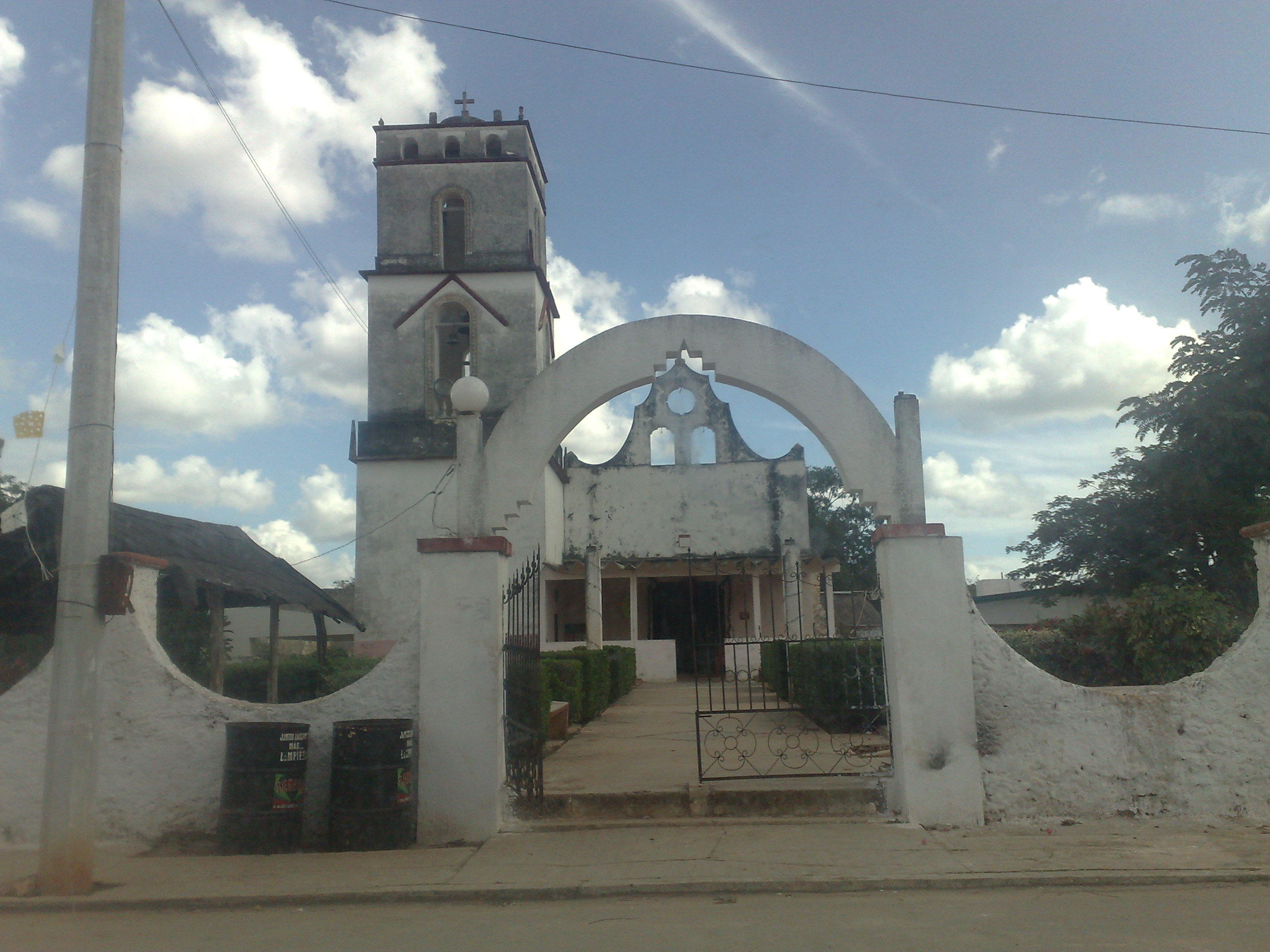
Церковь в Тинуне
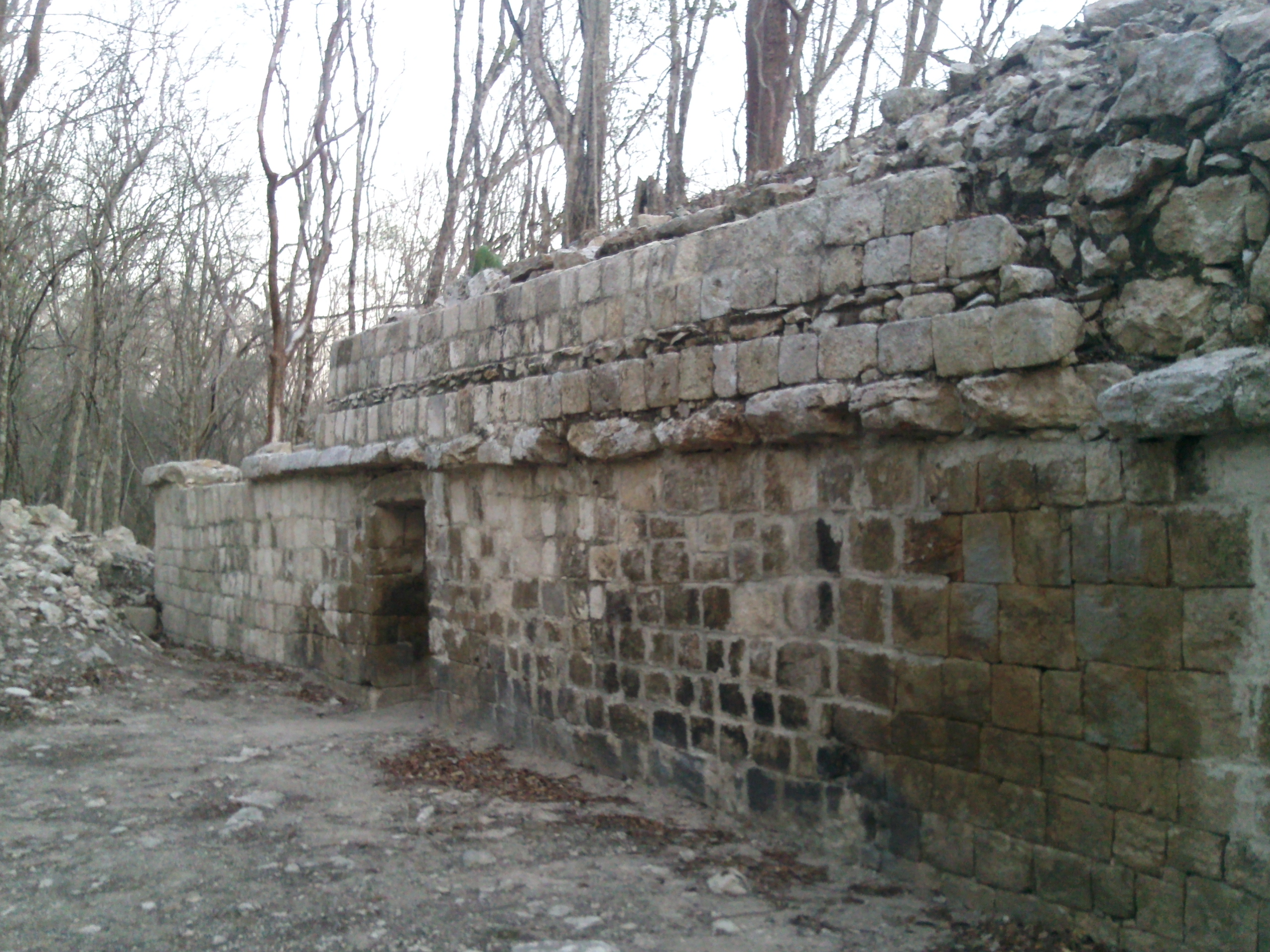
Археологическая зона Канки